# 3 Doors Down/Diskografie
Diese Diskografie ist eine Übersicht über die musikalischen Werke der US-amerikanischen Rockband 3 Doors Down. Den Schallplattenauszeichnungen zufolge hat sie bisher mehr als 42,1 Millionen Tonträger verkauft, davon alleine in ihrem Heimatland über 38,3 Millionen. Ihre erfolgreichste Veröffentlichung ist das Album The Better Life mit mehr als 7,4 Millionen verkauften Einheiten. In Deutschland konnte die Band bis heute über eine Million Tonträger vertreiben.

## Alben

### Studioalben
| Jahr | Titel Musiklabel                                 | Höchstplatzierung, Gesamtwochen, AuszeichnungChartplatzierungen (Jahr, Titel, Musiklabel, Platzierungen, Wochen, Auszeichnungen, Anmerkungen) | Höchstplatzierung, Gesamtwochen, AuszeichnungChartplatzierungen (Jahr, Titel, Musiklabel, Platzierungen, Wochen, Auszeichnungen, Anmerkungen) | Höchstplatzierung, Gesamtwochen, AuszeichnungChartplatzierungen (Jahr, Titel, Musiklabel, Platzierungen, Wochen, Auszeichnungen, Anmerkungen) | Höchstplatzierung, Gesamtwochen, AuszeichnungChartplatzierungen (Jahr, Titel, Musiklabel, Platzierungen, Wochen, Auszeichnungen, Anmerkungen) | Höchstplatzierung, Gesamtwochen, AuszeichnungChartplatzierungen (Jahr, Titel, Musiklabel, Platzierungen, Wochen, Auszeichnungen, Anmerkungen) | Anmerkungen                             |
| Jahr | Titel Musiklabel                                 | DE | AT | CH | UK | US | Anmerkungen                             |
| ---- | ------------------------------------------------ | --- | --- | --- | --- | --- | --------------------------------------- |
| 2000 | The Better Life Universal Motown Records (UMG)   | DE45 Gold · (17 Wo.)DE | AT56 (7 Wo.)AT | — | UK— SilberUK | US7 ×7Siebenfachplatin · (93 Wo.)US | Erstveröffentlichung: 8. Februar 2000   |
| 2002 | Away from the Sun Universal Motown Records (UMG) | DE28 Gold · (23 Wo.)DE | AT27 (9 Wo.)AT | CH49 (19 Wo.)CH | UK— SilberUK | US8 ×4Vierfachplatin · (97 Wo.)US | Erstveröffentlichung: 11. November 2002 |
| 2005 | Seventeen Days Universal Records (UMG)           | DE6 Gold · (17 Wo.)DE | AT12 (14 Wo.)AT | CH15 (14 Wo.)CH | — | US1 Platin · (42 Wo.)US | Erstveröffentlichung: 7. Februar 2005   |
| 2008 | 3 Doors Down Republic Records (UMG)              | DE6 Gold · (27 Wo.)DE | AT14 (15 Wo.)AT | CH6 (17 Wo.)CH | — | US1 Platin · (65 Wo.)US | Erstveröffentlichung: 16. Mai 2008      |
| 2011 | Time of My Life Republic Records (UMG)           | DE2 (11 Wo.)DE | AT7 (6 Wo.)AT | CH2 (9 Wo.)CH | UK65 (1 Wo.)UK | US3 (11 Wo.)US | Erstveröffentlichung: 15. Juli 2011     |
| 2016 | Us and the Night Republic Records (UMG)          | DE5 (5 Wo.)DE | AT14 (2 Wo.)AT | CH4 (5 Wo.)CH | UK60 (1 Wo.)UK | US14 (3 Wo.)US | Erstveröffentlichung: 11. März 2016     |

### Livealben
| Jahr | Titel Musiklabel                                         | Anmerkungen                                                                                              |
| ---- | -------------------------------------------------------- | --- |
| 2010 | The Better Life: Rarities Edition Republic Records (UMG) | Erstveröffentlichung: 2. November 2010 ursprünglich eine Bonus-CD der Deluxe-Edition von The Better Life |

### Kompilationen
| Jahr | Titel Musiklabel                         | Höchstplatzierung, Gesamtwochen, AuszeichnungChartplatzierungen (Jahr, Titel, Musiklabel, Platzierungen, Wochen, Auszeichnungen, Anmerkungen) | Höchstplatzierung, Gesamtwochen, AuszeichnungChartplatzierungen (Jahr, Titel, Musiklabel, Platzierungen, Wochen, Auszeichnungen, Anmerkungen) | Höchstplatzierung, Gesamtwochen, AuszeichnungChartplatzierungen (Jahr, Titel, Musiklabel, Platzierungen, Wochen, Auszeichnungen, Anmerkungen) | Höchstplatzierung, Gesamtwochen, AuszeichnungChartplatzierungen (Jahr, Titel, Musiklabel, Platzierungen, Wochen, Auszeichnungen, Anmerkungen) | Höchstplatzierung, Gesamtwochen, AuszeichnungChartplatzierungen (Jahr, Titel, Musiklabel, Platzierungen, Wochen, Auszeichnungen, Anmerkungen) | Anmerkungen                                                                       |
| Jahr | Titel Musiklabel                         | DE | AT | CH | UK | US | Anmerkungen                                                                       |
| ---- | ---------------------------------------- | --- | --- | --- | --- | --- | --------------------------------------------------------------------------------- |
| 2012 | The Greatest Hits Republic Records (UMG) | — | — | CH87 (1 Wo.)CH | — | US94 (27 Wo.)US | Erstveröffentlichung: 16. November 2012                                           |
| 2024 | Summer of ’99 Universal Music            | — | — | — | — | — | Erstveröffentlichung: 6. Juni 2024 Verkäufe: + 160.000; mit Creed & Finger Eleven |

### EPs
| Jahr | Titel Musiklabel                                | Höchstplatzierung, Gesamtwochen, AuszeichnungChartplatzierungen (Jahr, Titel, Musiklabel, Platzierungen, Wochen, Auszeichnungen, Anmerkungen) | Höchstplatzierung, Gesamtwochen, AuszeichnungChartplatzierungen (Jahr, Titel, Musiklabel, Platzierungen, Wochen, Auszeichnungen, Anmerkungen) | Höchstplatzierung, Gesamtwochen, AuszeichnungChartplatzierungen (Jahr, Titel, Musiklabel, Platzierungen, Wochen, Auszeichnungen, Anmerkungen) | Höchstplatzierung, Gesamtwochen, AuszeichnungChartplatzierungen (Jahr, Titel, Musiklabel, Platzierungen, Wochen, Auszeichnungen, Anmerkungen) | Höchstplatzierung, Gesamtwochen, AuszeichnungChartplatzierungen (Jahr, Titel, Musiklabel, Platzierungen, Wochen, Auszeichnungen, Anmerkungen) | Anmerkungen                                     |
| Jahr | Titel Musiklabel                                | DE | AT | CH | UK | US | Anmerkungen                                     |
| ---- | ----------------------------------------------- | --- | --- | --- | --- | --- | ----------------------------------------------- |
| 2003 | Another 700 Miles Republic Records (UMG)        | — | — | — | — | US21 Gold · (28 Wo.)US | Erstveröffentlichung: 11. November 2003 Live-EP |
| 2008 | A Six-Pack of Hits Republic Records (UMG)       | — | — | — | — | — | Erstveröffentlichung: 2008                      |
| 2009 | Where My Christmas Lives Republic Records (UMG) | — | — | — | — | — | Erstveröffentlichung: 2009                      |
| 2019 | Acoustic Back Porch Jam Republic Records (UMG)  | — | — | — | — | — | Erstveröffentlichung: 6. Februar 2019           |

## Singles
| Jahr | Titel Album                                             | Höchstplatzierung, Gesamtwochen, AuszeichnungChartplatzierungen (Jahr, Titel, Album, Platzierungen, Wochen, Auszeichnungen, Anmerkungen) | Höchstplatzierung, Gesamtwochen, AuszeichnungChartplatzierungen (Jahr, Titel, Album, Platzierungen, Wochen, Auszeichnungen, Anmerkungen) | Höchstplatzierung, Gesamtwochen, AuszeichnungChartplatzierungen (Jahr, Titel, Album, Platzierungen, Wochen, Auszeichnungen, Anmerkungen) | Höchstplatzierung, Gesamtwochen, AuszeichnungChartplatzierungen (Jahr, Titel, Album, Platzierungen, Wochen, Auszeichnungen, Anmerkungen) | Höchstplatzierung, Gesamtwochen, AuszeichnungChartplatzierungen (Jahr, Titel, Album, Platzierungen, Wochen, Auszeichnungen, Anmerkungen) | Anmerkungen                                        |
| Jahr | Titel Album                                             | DE | AT | CH | UK | US | Anmerkungen                                        |
| ---- | ------------------------------------------------------- | --- | --- | --- | --- | --- | -------------------------------------------------- |
| 2000 | Kryptonite The Better Life                              | DE85 Platin · (3 Wo.)DE | — | — | UK— PlatinUK | US3 ×8Achtfachplatin · (53 Wo.)US | Erstveröffentlichung: 18. Januar 2000              |
| 2000 | Loser The Better Life                                   | DE78 (5 Wo.)DE | — | — | — | US55 Platin · (20 Wo.)US | Erstveröffentlichung: 26. Juni 2000                |
| 2001 | Be Like That The Better Life                            | — | — | — | — | US24 Platin · (21 Wo.)US | Erstveröffentlichung: 29. Mai 2001                 |
| 2001 | Duck and Run The Better Life                            | — | — | — | — | — | Erstveröffentlichung: 2001                         |
| 2002 | When I’m Gone Away from the Sun                         | — | — | — | — | US4 ×3Dreifachplatin · (45 Wo.)US | Erstveröffentlichung: 23. September 2002           |
| 2003 | Here Without You Away from the Sun                      | DE23 Gold · (17 Wo.)DE | AT13 (15 Wo.)AT | CH61 (11 Wo.)CH | UK77 Gold · (1 Wo.)UK | US5 ×6Sechsfachplatin + Sechsfachplatin (Videosingle) · (51 Wo.)US                                                                       | Erstveröffentlichung: 11. August 2003              |
| 2003 | Away from the Sun                                       | — | — | — | — | US62 Gold · (15 Wo.)US | Erstveröffentlichung: 20. Oktober 2003             |
| 2004 | Let Me Go Seventeen Days                                | DE55 (9 Wo.)DE | AT46 (5 Wo.)AT | — | — | US14 Platin · (31 Wo.)US | Erstveröffentlichung: 22. November 2004            |
| 2005 | Landing in London Seventeen Days                        | DE79 (3 Wo.)DE | — | — | — | — | Erstveröffentlichung: 8. Juni 2005 feat. Bob Seger |
| 2008 | It’s Not My Time 3 Doors Down                           | DE37 (19 Wo.)DE | AT41 (3 Wo.)AT | CH49 (3 Wo.)CH | — | US17 ×3Dreifachplatin · (29 Wo.)US | Erstveröffentlichung: 19. Februar 2008             |
| 2008 | The Champion in Me –                                    | — | — | — | — | — | Erstveröffentlichung: 15. Juli 2008                |
| 2008 | Let Me Be Myself 3 Doors Down                           | DE95 (1 Wo.)DE | — | — | — | US— GoldUS | Erstveröffentlichung: 7. November 2008             |
| 2010 | Shine –                                                 | — | — | — | — | — | Erstveröffentlichung: 9. Februar 2010              |
| 2011 | When You’re Young Time of My Life                       | — | — | — | — | US81 (1 Wo.)US | Erstveröffentlichung: 18. Januar 2011              |
| 2011 | Every Time You Go Time of My Life                       | — | — | — | — | — | Erstveröffentlichung: 20. Mai 2011                 |
| 2016 | In the Dark Us and the Night                            | — | — | — | — | — | Erstveröffentlichung: 15. Januar 2016              |
| 2021 | Better Life (XX Mix) The Better Life (20th Anniversary) | — | — | — | — | — | Erstveröffentlichung: 5. Februar 2021              |

## Videoalben
| Jahr | Titel Musiklabel                       | Anmerkungen                            |
| ---- | -------------------------------------- | -------------------------------------- |
| 2005 | Live from Houston, Texas Monster Music | Erstveröffentlichung: 8. November 2005 |

## Promoveröffentlichungen
Promo-Singles

| Jahr | Titel Album                       | Höchstplatzierung, Gesamtwochen, AuszeichnungChartplatzierungen (Jahr, Titel, Album, Platzierungen, Wochen, Auszeichnungen, Anmerkungen) | Höchstplatzierung, Gesamtwochen, AuszeichnungChartplatzierungen (Jahr, Titel, Album, Platzierungen, Wochen, Auszeichnungen, Anmerkungen) | Höchstplatzierung, Gesamtwochen, AuszeichnungChartplatzierungen (Jahr, Titel, Album, Platzierungen, Wochen, Auszeichnungen, Anmerkungen) | Höchstplatzierung, Gesamtwochen, AuszeichnungChartplatzierungen (Jahr, Titel, Album, Platzierungen, Wochen, Auszeichnungen, Anmerkungen) | Höchstplatzierung, Gesamtwochen, AuszeichnungChartplatzierungen (Jahr, Titel, Album, Platzierungen, Wochen, Auszeichnungen, Anmerkungen) | Anmerkungen                         |
| Jahr | Titel Album                       | DE | AT | CH | UK | US | Anmerkungen                         |
| ---- | --------------------------------- | --- | --- | --- | --- | --- | ----------------------------------- |
| 2003 | The Road I’m On Away from the Sun | — | — | — | — | — | Erstveröffentlichung: 2005          |
| 2005 | Behind Those Eyes Seventeen Days  | — | — | — | — | — | Erstveröffentlichung: 2005          |
| 2005 | Live for Today Seventeen Days     | — | — | — | — | — | Erstveröffentlichung: 2005          |
| 2005 | Here By Me Seventeen Days         | — | — | — | — | — | Erstveröffentlichung: 2005          |
| 2007 | Citizen/Soldier 3 Doors Down      | — | — | — | — | US96 Gold · (2 Wo.)US | Erstveröffentlichung: November 2007 |
| 2012 | One Light The Greatest Hits       | — | — | — | — | — | Erstveröffentlichung: November 2007 |

## Sonderveröffentlichungen
| Jahr | Titel Musiklabel          | Anmerkungen                                           |
| ---- | ------------------------- | ----------------------------------------------------- |
| 1997 | 3 Doors Down Selbstverlag | Erstveröffentlichung: 1997 nur 2000 Stück hergestellt |

| Jahr | Titel Musiklabel                   | Anmerkungen                |
| ---- | ---------------------------------- | -------------------------- |
| 2005 | Acoustic EP Republic Records (UMG) | Erstveröffentlichung: 2005 |

## Statistik

### Chartauswertung
|                     | DE    | AT    | CH    | UK    | US    |
| ------------------- | ----- | ----- | ----- | ----- | ----- |
| Nummer-eins-Alben   | DE—DE | AT—AT | CH—CH | UK—UK | US2US |
| Top-10-Alben        | DE4DE | AT1AT | CH3CH | UK—UK | US5US |
| Alben in den Charts | DE6DE | AT6AT | CH6CH | UK2UK | US8US |

|                       | DE    | AT    | CH    | UK    | US     |
| --------------------- | ----- | ----- | ----- | ----- | ------ |
| Nummer-eins-Singles   | DE—DE | AT—AT | CH—CH | UK—UK | US—US  |
| Top-10-Singles        | DE—DE | AT—AT | CH—CH | UK—UK | US3US  |
| Singles in den Charts | DE7DE | AT3AT | CH2CH | UK1UK | US10US |

### Auszeichnungen für Musikverkäufe
| Goldene Schallplatte - Brasilien - 2023: für die Single Here Without You - Dänemark - 2004: für das Album Away from the Sun - 2020: für die Single Here Without You - Italien - 2024: für die Single Here Without You - Kanada - 2005: für das Album Seventeen Days - 2008: für das Album 3 Doors Down Platin-Schallplatte - Australien - 2001: für die Single Kryptonite - 2002: für das Album The Better Life - 2004: für das Album Away from the Sun - 2004: für die Single Here Without You - Brasilien - 2023: für die Single Here Without You (Akustik-Version) - Dänemark - 2025: für die Single Kryptonite - Kanada - 2002: für das Album Away from the Sun - Neuseeland - 2001: für das Album The Better Life - 2022: für das Album Away from the Sun - 2024: für die Single When I’m Gone | 2× Platin-Schallplatte - Kanada - 2000: für das Album The Better Life 3× Platin-Schallplatte - Neuseeland - 2024: für die Single Here Without You 5× Platin-Schallplatte - Neuseeland - 2025: für die Single Kryptonite Diamantene Schallplatte - Brasilien - 2025: für das Album Summer of ’99 |

Anmerkung: Auszeichnungen in Ländern aus den Charttabellen bzw. Chartboxen sind in ebendiesen zu finden.
| Land/RegionAuszeichnungen für Musikverkäufe (Land/Region, Auszeichnungen, Verkäufe, Quellen) | Silber     | Gold       | Platin       | Diamant  | Verkäufe   | Quellen              |
| -------------------------------------------------------------------------------------------- | ---------- | ---------- | ------------ | -------- | ---------- | -------------------- |
| Australien (ARIA)                                                                            | —          | —          | 4× Platin4   | —        | 280.000    | aria.com.au          |
| Brasilien (PMB)                                                                              | —          | Gold1      | Platin1      | Diamant1 | 250.000    | pro-musicabr.org.br  |
| Dänemark (IFPI)                                                                              | —          | 2× Gold2   | Platin1      | —        | 155.000    | ifpi.dk              |
| Deutschland (BVMI)                                                                           | —          | 5× Gold5   | Platin1      | —        | 1.350.000  | musikindustrie.de    |
| Italien (FIMI)                                                                               | —          | Gold1      | —            | —        | 50.000     | fimi.it              |
| Kanada (MC)                                                                                  | —          | 2× Gold2   | 3× Platin3   | —        | 390.000    | musiccanada.com      |
| Neuseeland (RMNZ)                                                                            | —          | —          | 11× Platin11 | —        | 300.000    | radioscope.co.nz NZ2 |
| Vereinigte Staaten (RIAA)                                                                    | —          | 4× Gold4   | 42× Platin42 | —        | 38.300.000 | riaa.com             |
| Vereinigtes Königreich (BPI)                                                                 | 2× Silber2 | Gold1      | Platin1      | —        | 1.120.000  | bpi.co.uk            |
| Insgesamt                                                                                    | 2× Silber2 | 16× Gold16 | 64× Platin64 | Diamant1 |            |                      |